# Brayden Point
Brayden Point (ur. 13 marca 1996 w Calgary, Alberta, Kanada) – hokeista kanadyjski, gracz ligi NHL, reprezentant Kanady.

## Kariera klubowa
- Moose Jaw Warriors (2011 - 26.03.2015)
- Tampa Bay Lightning (26.03.2015 - 
  -  Syracuse Crunch (2015)
  -  Moose Jaw Warriors (2015 - 2016)

## Kariera reprezentacyjna
- Reprezentant Kanady na MŚJ U-18 w 2014
- Reprezentant Kanady na MŚJ U-20 w 2015
- Reprezentant Kanady na MŚJ U-20 w 2016
- Reprezentant Kanady na MŚ w 2017

## Sukcesy
Reprezentacyjne
- Brązowy medal z reprezentacją Kanady na MŚJ U-18 w 2014
- Złoty medal z reprezentacją Kanady na MŚJ U-20 w 2015
- Srebrny medal z reprezentacją Kanady na MŚ w 2017

Klubowe
- Puchar Stanleya: 2020 z Tampa Bay Lightning

Indywidualne
- Występ w Meczu Gwiazd NHL w sezonie 2017-2018. Zastąpił kontuzjowanego kolegę klubowego Victora Hedmana